# 石黒直樹
石黒 直樹（いしぐろ なおき、1963年12月29日 - ）は、日本の政治家。愛知県春日井市長（1期）。
市役所職員時代の2021年度より、中部大学客員教授を務めている。

## 来歴
青山学院大学経済学部卒業、名古屋市立大学大学院経済学研究科修了。
1987年に春日井市役所に入庁し、伊藤太市長の下で産業部長や建設部長、企画政策部長を務め、2021年12月22日に退職。翌23日に2022年5月の春日井市長選挙への立候補を表明。
2022年5月22日投開票の市長選では、伊藤市政の継承や学校給食の段階的無償化、高齢者の外出支援などを掲げた石黒が新人3人の選挙戦を制し、初当選した。

## 市政

### 2022年
- 9月1日、定例の記者会見で「現在は15歳までが対象の通院医療費の無償化を、来年度から高校生など18歳までに拡大する」と発表した[5]。入院費も含めた18歳以下の医療費無償化は、市長選での公約の一つだった。
- 12月、中日新聞のインタビューに応じ、中核市移行について「移行するかしないかはそれほど大きな話ではなく、市民にとってメリットがあるかが大事。来年の早い時期には決断したい」と語った[5]。